# Jucha squalea
Jucha squalea (лат.) — вид плезиозавров из семейства эласмозаврид (Elasmosauridae), единственный в роде Jucha. Известен по ископаемым остаткам из отложений климовской свиты в Ульяновской области, Россия, датируемых нижним мелом (верхний готерив). Один из древнейших и наиболее базальных известных представителей эласмозаврид, не обладающий признаками, типичными для более продвинутых представителей этой группы. При этом у животного наблюдается одна из ранних попыток удлинения шеи, осуществлённая за счёт дифференциального роста шейных позвонков.
Вид и род были описаны Валентином Фишером, Николаем Зверьковым, Максимом Архангельским, Ильёй Стеньшиным, Иваном Благовещенским и Глебом Успенским в 2020 году. Родовое название дано в честь Юхи, демона из башкирской и татарской мифологии, связанного с водной стихией. Видовое название животного указывает на пиритовую корку, покрывающую многие его кости (лат. squalidus — «грубый», «шероховатый»).